# Das Kind ruft
Das Kind ruft ist ein mittellanges deutsches Stummfilmmelodram aus dem Jahre 1914 von Urban Gad mit Asta Nielsen in der Hauptrolle.

## Handlung
In dem kurzen Stück spielt Asta Nielsen eine Mutter, die mit ihrem Gatten eine glücklich verlaufende Ehe eingeht, dem sogar ein Kind entspringt. Eines Tages verstrickt sich ihr Gatte in hohe Schulden, und bald darauf erkrankt auch noch beider Kind schwer. Um zu helfen, wo sie nur kann, entscheidet sie sich, Geld von ihrer eigenen Mutter anzunehmen. Doch das Geld reicht nicht, sowohl Ehemann als auch Kind sofort zu helfen. So versucht die Mutter erst einmal, ihren Gatten zu entschulden und vergisst dabei die Nöte des kranken Kindes, das dringend ärztlicher Hilfe bedarf. Das Kind stirbt schließlich, und im unendlichen Schmerz fällt die Mutter dem Wahnsinn anheim ergriffen. Sie begibt sich im tiefen, eisigen Winter zum Grab des Kindes. Gramgebeugt stirbt die Mutter, während sie auf dem Friedhof ihr totes Kindes beweint, ebenfalls. 

## Produktionsnotizen
Das Kind ruft entstand im Herbst 1913 in Norditalien sowie im Union-Film-Atelier in Berlin-Tempelhof, passierte am 16. Januar 1914 die Filmzensur und wurde am 6. Februar desselben Jahres in Berlin uraufgeführt. Die Wiener Premiere war am 13. März 1914. Die Länge des Zweiakters betrug 731 Meter.
Fritz Seyffert gestaltete die Filmbauten.

## Kritiken
Die Kärntner Zeitung befand: „Hier zeigt sich die geniale Mimikerin Asta Nielsen auf der Höhe ihrer reifen Kunst. Dass die Handlung an einem der oberitalienischen Seen spielt, gibt Gelegenheit zu schönen, szenischen Wirkungen.“
Die Freie Stimmen meinten: „In dem Stück hat die große Künstlerin sich selbst übertroffen, sie spielt das liebende Weib, die treue Gattin, die trauernde Mutter mit hinreißender Wahrheit und erschütternder Tragik.“